# La Nava de Ricomalillo
La Nava de Ricomalillo es un municipio y localidad española de la provincia de Toledo, en la comunidad autónoma de Castilla-La Mancha. El término municipal, ubicado en la comarca de La Jara, tiene una población de 515 habitantes (INE 2024).

## Toponimia
La población debe su nombre a la geografía donde se asienta, dado que La Nava se refiere a una llanura junto al cerro Mogorro. En cuanto al término "Ricomalillo" viene dado por la unión de rincón y Malillo, la primera procedente del árabe vulgar rukún y la segunda de origen incierto. Una hipótesis interesante apuntada por Corominas y Pascual, relaciona Malillo con maillo, 'manzano silvestre'.

## Geografía
Integrado en la comarca de La Jara, se sitúa a 117 km de la capital provincial. El término municipal está atravesado por la carretera nacional N-502, entre los pK 161 y 168, por la carretera autonómica CM-411, que se dirige hacia El Campillo de la Jara, y por carreteras locales que conectan con Buenasbodas y La Estrella.
Su terreno es montañoso y accidentado, al encontrarse en los Montes de Toledo. Los puntos más elevados son los Riscos de Palma (1064 m) y el pico de la Barrosa (1023 m). El río Uso hace de límite por el oeste con La Estrella y El Campillo de la Jara. La altitud oscila entre los 1064 m (Riscos de Palma) al sureste y los 460 m a orillas del río Uso. El pueblo se alza a 650 m sobre el nivel del mar.
| Noroeste: La Estrella                       | Norte: Aldeanueva de Barbarroya                    | Noreste: Belvís de la Jara    |
| Oeste: La Estrella y El Campillo de la Jara |                                                    | Este: Sevilleja de la Jara    |
| Suroeste: El Campillo de la Jara            | Sur: El Campillo de la Jara y Sevilleja de la Jara | Sureste: Sevilleja de la Jara |

Forma parte de la ruta Vía verde de la Jara con la parada Estación de Nava-Fuentes, situada en el kilómetro 29 del recorrido.[cita requerida]

## Historia
Se ignora la época de su fundación, aunque se han encontrado restos arqueológicos de la época romana. Aparece citado por primera vez como "el Rencon de Maljllo" en 1344 en un documento de Alfonso XI. Perteneció al señorío de las Tierras Talavera de la Reina, como aldea de Sevilleja de la Jara. En 1787 Carlos III le concedió el título de villa.[cita requerida]
En el término de La Nava de Ricomalillo se encuentran las ruinas del poblado minero y de varias oquedades de unas antiguas minas de oro. El producto que se extraía era cuarzo aurífero, de gran calidad. Su explotación se inició en los tiempos de los romanos, extendiéndose hasta finales del siglo XIX, cuando se abandonaron por su baja producción. En el siglo XVIII, sin embargo, fue la mina de oro de mayor producción de la Península. Y se hicieron famosas las llamadas doblas jaeñas elaboradas con este oro. Los restos de las minas se localizan en Sierra Jaeña, entre La Nava de Ricomalillo y Buenasbodas.
Hacia mediados del siglo XIX, el lugar tenía contabilizada una población de 412 habitantes. Tenía 140 casas y una escuela dotada con 1100 reales de fondos públicos a la que asistían 20 niños. El presupuesto municipal ascendía a 5056 reales de los cuales 2200 eran para pagar al secretario. Aparece descrito en el decimosegundo volumen del Diccionario geográfico-estadístico-histórico de España y sus posesiones de Ultramar de Pascual Madoz de la siguiente manera:

NAVA DE RICOMALILLO: l. con ayunt. en la prov. y dióc. de Toledo, (17 leg.), part. jud. del Puente del Arzobispo (4), aud. terr. de Madrid (27), c. g. de Castilla la Nueva: sit. en un valle rodeado de cerros bastante elevados, es de clima templado, reinan los vientos N. E. y O. y se padecen intermitentes y catarrales: tiene 140 casas en una plaza y 12 calles sin empedrado; casa de avunt., escuela dotada con 1,100 rs. de los fondos públicos a la que existen 20 niños; igl. parr. (Ntra. Sra. de los Remedios), aneja á la de Sevilleja y servida por un teniente, y en los afueras el cementerio. Se surte de aguas potables en 2 fuentes á las inmediaciones, de buena calidad. Confina el térm. por N. con el de Aldeanueva de Valvarroya; E. Buenas-Bodas; S. Sevilleja, y O. Alqueria de Fuentes, estendiéndose 1 1/2 leg. de N. a S., lo mismo de E. á O. y comprende una mina de oro en la sierra de Jaeña, á 1/2 leg., en la que se conservan muchos restos de sus trabajos; esta parada no obstante las muchas noticias que han pedido lo mismo el Gobierno, que varias sociedades particulares: las labranzas de Aldehuela y Hoya del Cuervo, y algunas viñas y olivares. Le baña el arrobo Olligoso, y otros menos notables que se forman en las sierras y que para nada sirven. El terreno es montuoso, cubierto de jarales, chaparros, madroñeras y otras malezas, con muchas pedrizas en todas direcciones, de secano y de inferior calidad: los caminos vecinales á los pueblos inmediatos, estrechos y malos, el correo se recibe en Talavera por balijero, cada 8 dias. prod.: trigo, cebada, centeno, garbanzos, pocas legunbres, vino y aceite; se mantiene ganado lanar, cabrio, vacuno, mular y de cerda, y se cria caza mayor y menor. pobl.: 108 vec., 412 alm.; cap. prod.: 338,246 rs. imp.: 11,006 contr.: segun el cálculo oficial de la prov. 74'48 por 100; presupuesto municipal 5,056 del que se pagan 2,200 al secretario y se cubre con repartimiento vecinal, por carecer de propios.
(Madoz, 1849, p. 38)

## Demografía
Cuenta con una población de 515 habitantes (INE 2024).
| Gráfica de evolución demográfica de La Nava de Ricomalillo entre 1842 y 2021                                          |
| |
| Población de derecho según los censos de población del INE. Población de hecho según los censos de población del INE. |

| 775           | 742 | 743 | 718 | 708 | 718 | 700 | 664 | 693 | 702 |
| (Fuente: INE) |     |     |     |     |     |     |     |     |     |

NOTA: La cifra de 1996 está referida a 1 de mayo y el resto a 1 de enero.

## Símbolos
Escudo de un solo cuartel: de oro, un jabalí de sable, pasante a un arbusto de jara, de sinople, floreado de plata, y terrasado de sinople; la punta, de azur, con un capitel clásico, de plata. Al timbre, corona real cerrada.
Encargado por pleno en sesión de 1 de junio de 1982, los heraldistas e historiadores Buenaventura Leblic García y José Luis Ruz Márquez confeccionaron un escudo en el que se recogieron las circunstancias contribuyentes a la consolidación de La Nava. El jabalí animal presente en aquellos montes tal como ya cita en el siglo XIV el Libro de Montería de Alfonso XI, donde se le nombra documentalmente por vez primera con el nombre de "Rencón Malillo"; la jara en alusión a la comarca donde se encuadra; y el capitel, alusivo a los vestigios hallados de su romanización. Fue aprobado por la Real Academia de la Historia en junta de 21 de junio de 1983.

## Administración
| Periodo   | Nombre                                                       | Partido       |
| --------- | ------------------------------------------------------------ | ------------- |
| 1979-1983 | Juan García Muñoz                                            | AP            |
| 1983-1987 | Jesús García de Castro                                       | UCD           |
| 1987-1991 | Jesús García de Castro                                       | Independiente |
| 1991-1995 | Jesús García de Castro                                       | CDS           |

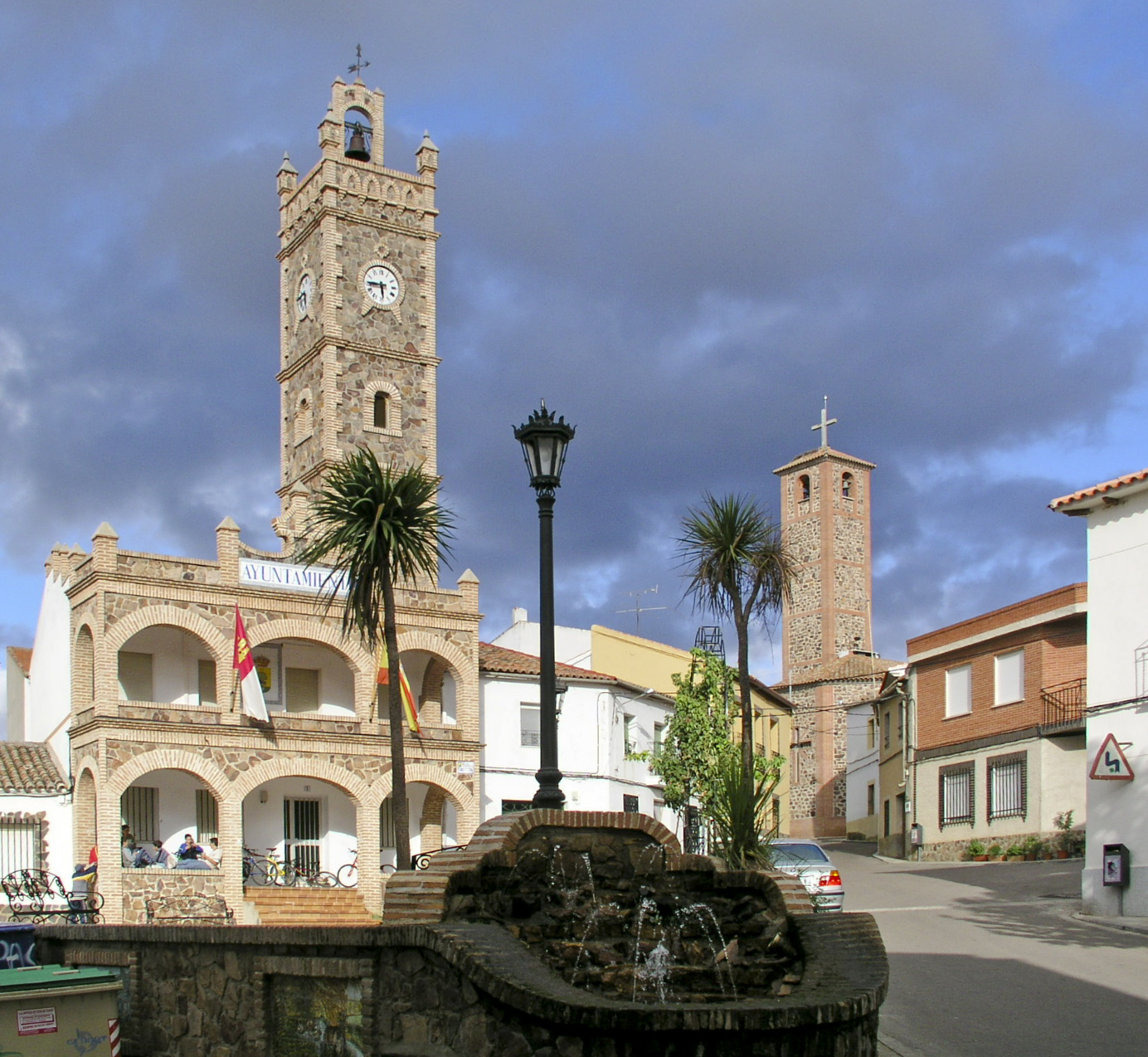
Casa consistorial

| 1995-1999 | Luis del Valle Sánchez lo sucede Rufino Muñoz García en 1996 | PSOE          |
| 1999-2003 | Rufino Muñoz García                                          | PSOE          |
| 2003-2007 | Rufino Muñoz García                                          | PSOE          |
| 2007-2011 | Rufino Muñoz García                                          | PSOE          |
| 2011-2015 | Rufino Muñoz García                                          | PSOE          |
| 2015-2019 | Rufino Muñoz García                                          | PSOE          |
| 2019-2023 | Rufino Muñoz García                                          | PSOE          |

## Patrimonio
- Iglesia parroquial de Nuestra Señora de los Remedios

## Fiestas
- El miércoles de Pascua se celebran las fiestas en honor a la Virgen del Amor de Dios. Durante los nueve días que duran estos festejos, los habitantes de la localidad celebran procesiones y verbenas.
- La "Fiesta de Verano" se celebra el primer o segundo domingo de agosto y tienen una duración de cinco días, durante los cuales los habitantes realizan una romería con concurso de carrozas, verbenas, competiciones deportivas y festejos populares.

## Personas notables
Sobre sus personajes ilustres, cabe mencionar a Gregorio Fuentes Manzano, que consiguió la medalla de Oro en la modalidad de Foso Olímpico del Campeonato Iberoamericano celebrado durante los días 7 al 11 de mayo de 2014 en Buenos Aires (Argentina), además ser Campeón del Mundo de tiro al plato en la modalidad de Foso Universal en el Campeonato Mundial del 2011 disputado en la localidad francesa de Ychoux. Gregorio Fuentes Manzano, que ya en su día fue campeón de Europa, realizó una soberbia tirada, donde logró nada menos que siete plenos de 25 aciertos y un 24/25 que le auparon a lo más alto del podio individual de esta prueba mundialista, en la que además igualó el actual récord del mundo tras pulverizar 199 platos de los 200 a los que disparó.